# Dystasia mindanaonis
Dystasia mindanaonis är en skalbaggsart som beskrevs av Stefan von Breuning 1980. Dystasia mindanaonis ingår i släktet Dystasia och familjen långhorningar.
Artens utbredningsområde är Filippinerna. Inga underarter finns listade i Catalogue of Life.